# Ненсі Керріган
Ненсі Енн Керріган (англ. Nancy Ann Kerrigan; нар. 13 жовтня 1969, Вобурні, штат Массачусетс, США) — американська фігуристка — одиночниця. Вона — дворазова призерка зимових Олімпійських ігор (1992, 1994), дворазова призерка чемпіонатів світу (1991, 1992) і чемпіонка США з фігурного катання 1993 року.

## Кар'єра

### Початок кар'єри
Ненсі Керріган народилася в Вобурні, штат Массачусетс в сім'ї Деніела та Бренди м. (Шульц) Керріган. У шість років вона почала кататися на ковзанці, в найближчому від її рідного міста Стоунхемі, Массачусетс. Її старші брати, Майкл та Марк, були хокеїстами, але цей вид спорту не був прийнятний для жінок в той час, так що замість нього Ненсі довелося зайнятися фігурним катанням. Серйозно тренуватися вона почала у вісім років, а першу медаль завоювала в дев'ять.
Сім'я Керріган була дуже обмежена в коштах. Батько Ненсі, Деніел, був зварювальником і часом працював на трьох роботах, щоб забезпечити кар'єру своєї дочки. Він також керував льодозаливною машиною на ковзанці в обмін на її навчання фігурного катання.
До 16-ти років Ненсі тренувалася у Терези Мартін, а потім, після невеликого проміжку з Деніз Морріссі, почала вчитися у Іві і Мері Скотволд. Вони залишалися її тренерами аж до закінчення любительської кар'єри.
Керріган почала добиватися визнання на національній арені, коли стала четвертою на юніорському рівні чемпіонату США в 1987 році. Вона виявилася приголомшливо сильною стрибункою, але була порівняно слабка в обов'язкових фігурах. У наступному році Ненсі перейшла на дорослий рівень і з кожним роком підвищувала національне досягнення: 12-та в 1988, 5-та в 1989, 4-та в 1990. Однак вона залишалася слабка в обов'язкових фігурах, навіть після того, як вони були виключені зі змагань в 1990 році.

### Змагання в 1991—1993 роках
Сходження Керріган на національному рівні продовжилося, коли вона посіла третє місце на чемпіонаті США в 1991 році. Завдяки цьому вона пройшла кваліфікацію на чемпіонат світу, де виграла бронзову медаль. Її досягнення було тим більш дивним, що виявилося частиною іншого — вперше в історії жіночого одиночного катання подіум чемпіонату світу належав спортсменкам однієї країни: «золото» і «срібло» дісталося також американкам Крісті Ямагучі та Тоні Гардінг.
У сезоні 1991—1992 Ненсі знову поліпшила своє місце у національній першості, ставши другою. Вона завоювала бронзову медаль на зимових Олімпійських іграх в Альбервілі, на яких Крісті Ямагучі виграла «золото», і срібну медаль на чемпіонаті світу.
У наступному сезоні, після того, як Крісті Ямагучі завершила свою любительську кар'єру, Ненсі Керріган стала чемпіонкою США, хоча і зі слабким виступом, який вона обіцяла поліпшити до чемпіонату світу. На чемпіонаті світу, що пройшов у Празі, вона вигравала після короткої програми, але провалила довільну і виявилася в підсумку на п'ятому місці. Чемпіонкою світу стала Оксана Баюл. За цим послідував ще більш найгірший виступ на телевізійному шоу, де Ненсі тричі впала і один раз приземлилася на дві ноги. Вона виглядала приголомшеною та пригніченою.
Керріган вирішила виправитися в наступному сезоні. Після Олімпіади 1992 вона взяла безліч спонсорських контрактів з такими компаніями як, наприклад, Seiko, Reebok, Campbell's Soup і Evian, отримавши можливість виступати професійно, що було дозволено після того, як Міжнародний Союз ковзанярів скасував суворі правила, що визначали статус аматорського спорту. Ненсі скоротила цю активність напередодні Олімпійського сезону, зосередившись на тренуваннях. А також вона стала займатися з психологом для запобігання нервозності на змаганнях.

### Напад в січні 1994 року
Керріган була прославленою на весь світ фігуристкою, коли 6 січня 1994 року на неї було скоєно замах. Шейн Стент, підговорений Джеффом Гіллоулі (колишнім чоловіком Тоні Гардінг) і його другом Шоун Екардтом, напав на Ненсі під час чемпіонату США, який проходив в Детройті, і вдарив її в коліно телескопічною дубинкою.
Тримаючись за коліно і кричучи «Навіщо, навіщо, навіщо», Ненсі Керріган потрапила в об'єктив камери. Це відео залишалося ключовою новиною на всіх телеканалах протягом декількох днів після нападу. Незважаючи на те, що через цю травму Ненсі вибула з чемпіонату США, американська федерація фігурного катання вирішила включити її в Олімпійську збірну замість Мішель Кван.
Керріган швидко одужала і приступила до інтенсивних тренувань. Вона репетирувала обидві програми поспіль, поки не відчула впевненість, що зможе виконати їх на змаганнях. У той же час звістка, що Ненсі знову в нормі після нападу і готова до продовження професійної кар'єри, призвела до того, що вона підписала новий контракт на 9,5 мільйона доларів ще до початку Олімпійських ігор.

### Зимові Олімпійські ігри 1994 року і наступні розбіжності
Через сім тижнів після нападу Керріган відкатала, як вона вважала, дві найкращих програми в своїй кар'єрі і завоювала срібну медаль на Олімпіаді-1994, програвши Оксані Баюл. Вона вигравала після короткої програми, але в довільній з незначною перевагою поступилася Оксані, якій віддали перевагу п'ятеро з дев'яти суддів. Пізніше CBS Television повторив цей спірний момент, зобразивши його як продовження розколу сходу та заходу під час холодної війни, особливо виділивши німецького суддю Яна Гоффмана за упереджене, на думку телеканалу, рішення.
Далі, коли Керріган і бронзова медалістка Чень Лу більше 20 хвилин чекали, поки організатори Олімпіади знайдуть український гімн, хтось шепнув Ненсі, що затримка викликана причепурюванням Баюл. Помітно роздратована Керріган потрапила в об'єктив зі словами: «Ой, ну і що! Все одно вона знову розплачеться, коли вийде на лід. Яка різниця?». CBS випустив цей недипломатичний коментар в ефір, створивши новий образ Ненсі в ЗМІ, який був у чомусь протилежним тому, що склався після нападу.
Ненсі Керріган вирішила не брати участі в церемонії закриття Олімпійських ігор. За словами її агента, це було зроблено за порадою норвезьких спецслужб, які отримали інформацію про смертельні погрози на адресу Ненсі, які були спростовані пізніше. Проте, Керріган покинула Норвегію, щоб взяти участь в заздалегідь розрекламованому параді для Walt Disney World — її двохмільйонного спонсора. Під час цього параду журналісти записали її слова: «Це тупість, ненавиджу її. Саме дурне заняття в моєму житті». Потім Ненсі говорила, що ці слова були вирвані з контексту: вона коментувала не свою присутність на параді, а необхідність вдягати там свою срібну медаль.
Створення негативної популярності, нових статей, що показують Ненсі нестриманою та зухвалою, не відповідало образу боязкої і соромливої дівчини, який склався про Керріган після нападу. Коментуючи зворотню реакцію ЗМІ, Майк Барнікл з The Boston Globe сказав: «Справу зроблено, ми прикінчили її. У пресі, а не особисто». Внаслідок поганих публікацій або за власною ініціативою Ненсі Керріган деякі з її раніше запланованих телевізійних контрактів були скасовані після Олімпіади.

## Олімпійські наряди Керріган
Її вбрання для виступів на Олімпійських іграх були створені відомим дизайнером Вірою Ванг. Разом з сукнями Крістіан Лакруа, зшитими для Сурії Боналі в 1992 році, дизайн Ванг позначив новий напрям в «високій моді» фігурного катання. Біла сукня Керріган, яку вона надягала в довільній програмі 1992 року, схожа на весільну з повною ілюзією в рукавах і плетінням тканини на ліфі. У короткій програмі на іграх 1994 року Ненсі наділа іншу білу сукню, оброблену облямівкою з чорного оксамиту і з довгими чорними рукавами, а в довільній — сукню кольору шампанського, прикрашену 11 500 стразами. Ванг пожертвувала Керріган дві останні сукні, які коштували відповідно 9 600 та 13 000 доларів.

## Після завершення кар'єри
Після Олімпійських ігор Ненсі Керріган завершила свою любительську кар'єру. Згодом вона брала участь в декількох професійних змаганнях, таких як, наприклад, «Ice Wars», але незабаром вирішила зосередитися на різних льодових шоу. Вона виступала в «Champions on Ice», «Broadway on Ice» і льодовій версії мюзиклу «Footloose», а також в інших.
Ненсі зіграла маленьку роль у фільмі «Леза слави». Вона також взяла участь в телевізійному шоу «Skating with Celebrities», що пройшов на каналі FOX.
Керріган вела передачу «Nancy Kerrigan's World of Skating» на каналі Comcast Network, а також була коментаторкою інших трансляцій фігурного катання. Протягом зимових Олімпійських ігор 2010 року Ненсі працювала «спеціальним кореспондентом» «Entertainment Tonight». Вона написала підручник з сучасної техніки фігурного катання під назвою «Artistry on Ice» (ISBN 0-7360-3697-0).
У 2003 році Ненсі Керріган стала представницею організації Fight for Sight (U.S.).
У 2004 році Керріган була введена в Зал Слави фігурного катання США. У 2008 році її вшанували щорічним бенефісом в Льодовому театрі Нью-Йорка (англ. Ice Theatre of New York).

## Особисте життя
Ненсі Керріган закінчила школу Stoneham High School і вступила до коледжу Emmanuel College в Бостоні, де вивчала бізнес.
Вона створила фонд The Nancy Kerrigan Foundation для підвищення обізнаності та підтримки людей, які мають дефекти зору. Її мати, Бренда, повністю сліпа.
9 вересня 1995 року Ненсі Керріган вийшла заміж за свого агента Джеррі Лоуренса Соломона, який старше неї на 16 років. Цей шлюб став першим для Ненсі і третім для Джері. У них троє дітей: Меттью Ерік, який народився 17 грудня 1996 року, Браян, який народився 14 квітня 2005 року та Ніколь Елізабет, яка народилася 14 травня 2008 року. У Джеррі Соломона також є син від другого шлюбу Клейтон, що народився в 1989 році. В даний час сім'я Соломон-Керріган живе в місті Лінфілд, штат Массачусетс.
Батько Ненсі помер 24 січня 2010 року в 70-річному віці. Як стверджують, причиною його смерті стала запекла бійка з сином. У зв'язку з цим Марк Керріган, брат Ненсі, був засуджений за звинуваченням у ненавмисному вбивстві.

## Спортивні досягнення
| Змагання/Сезони         | 1985—1986 | 1986—1987 | 1987—1988 | 1988—1989 | 1989—1990 | 1990—1991 | 1991—1992 | 1992—1993 | 1993—1994 |
| ----------------------- | --------- | --------- | --------- | --------- | --------- | --------- | --------- | --------- | --------- |
| Зимові Олімпійські ігри |           |           |           |           |           |           | 3         |           | 2         |
| Чемпіонати світу        |           |           |           |           |           | 3         | 2         | 5         |           |
| Чемпіонати США          | 11 J.     | 4 J.      | 12        | 5         | 4         | 3         | 2         | 1         |           |
| Skate America           |           |           |           |           |           |           |           | 2         |           |
| Trophée Lalique         |           |           |           |           |           |           | 3         |           |           |
| NHK Trophy              |           |           | 5         |           |           |           |           |           |           |
| Bofrost Cup on Ice      |           |           |           |           |           |           | 1         |           |           |
| Piruetten               |           |           |           |           |           |           |           |           | 1         |
| Ігри доброї волі        |           |           |           |           | 5         |           |           |           |           |
| Novarat Trophy          |           |           |           | 1         |           |           |           |           |           |

- J. — юніорський рівень